# Halt auf freier Strecke
Halt auf freier Strecke è un film del 2011 diretto da Andreas Dresen.
Ha vinto il premio per il miglior film della sezione Un Certain Regard al 64º Festival di Cannes, ex aequo con Arirang di Kim Ki-duk.